# Émile Coué
Émile Coué de Châtaigneraie, francoski farmacevt, * 28. februar 1857, Troyes, Francija, ZDA, † 2. julij 1926, Nancy, Francija.
Predstavil je svojo metodo psihoterapije, ki je temeljila na optimistični avtosugestiji. Znan je po svoji avtosugestiji: Meni je vsak dan v vsakem pogledu vse bolje in bolje.